# پناهگاه صخره‌ای شاه‌نشین
پناهگاه صخره‌ای شاه‌نشین مربوط به دوره نوسنگی - دوره ساسانیان است و در شهرستان ارسنجان، بخش مرکزی، دهستان خبریز، ۱۰۰ متری غرب روستای قلات جیرو واقع شده و این اثر در تاریخ ۱ مرداد ۱۳۸۶ با شمارهٔ ثبت ۱۹۳۰۸ به‌عنوان یکی از آثار ملی ایران به ثبت رسیده است.